# Sul América Esporte Clube
Il Sul América Esporte Clube, noto anche semplicemente come Sul América, è una società calcistica brasiliana con sede nella città di Manaus, capitale dello stato dell'Amazonas.

## Storia
Il club è stato fondato il 1º maggio 1932. Ha vinto il Campionato Amazonense nel 1992 e nel 1993. Il Sul América ha partecipato alla Coppa del Brasile nel 1993, dove è stato eliminato ai sedicesimi di finale dal Rio Branco-AC.

## Palmarès

### Competizioni statali
- Campionato Amazonense: 2

1992, 1993